# René-Ildefonse Dordillon

Wappen

René-Ildefonse Dordillon SSCC, (* 14. Oktober 1808, Sainte-Maure-de-Touraine, Frankreich; † 11. Januar 1888, Taiohae, Polynesien) war ein katholischer Priester der Pères et religieuses des Sacrés-Cœurs de Picpus, Missionar, Bischof von Taiohae (Marquesas-Inseln) und bedeutender Linguist.

## Biographie
Er war ein Cousin von Mgr Joseph François-de-Paul Baudichon SSCC, des ersten Bischofs der Marquesas-Inseln. Er wurde 1832 zum Priester geweiht und trat 1836 den Pères et religieuses des Sacrés-Cœurs de Picpus bei. 1845 wurde er auf die Marquesas versetzt und 1856 zum Apostolischen Vikar ernannt; am 4. Februar 1857 wurde er zum Titularbischof von Cambysopolis (Alexandrette) ernannt. 
Er war über 30 Jahre lang im Amt. Zeitweise wurde er vom Commissaire impérial Louis Eugène Gaultier de La Richerie unterstützt und es gelang ihm, Baumwollplantagen zu gründen und die Flora der Marquesas durch mehrere neue Pflanzenarten zu bereichern: Feige, Granatapfel und Vanille.
Seine Arbeiten zur Grammatik des Marquesanischen "Grammaire et Dictionnaire de la langue des îles Marquises" ist bis heute ein Standardwerk.

## In der Literatur
Robert Louis Stevenson verewigte Dordillon in seinem Werk Dans les mers du Sud

## Werke
- Essai de grammaire de la langue des îles Marquises. 1857.
- Grammaire et dictionnaire de la langue des îles Marquises. 1904.
- Dictionnaire de la langue des Îles Marquises. Français-Marquisien. 1932.